# Туристичка организација Градске општине Лазаревац
| Туристичка организација Градске општине Лазаревац |                                   |
|                                                   |                                   |
| Оснивач:                                          | ГО Лазаревац                      |
| Седиште:                                          | Карађорђева 20 · Лазаревац Србија |
| Директор:                                         | Ненад Бачанац                     |
| Веб презентација                                  | http://lazarevacturisticka.org/   |

Туристичка организација Градске општине Лазаревац основана је са идејом да обавља послове развоја, очувања и заштите туристичких вредности на територији Лазаревца.
Мисија организације је промоција Лазаревца као атрактивног туристичког одредишта, очувања културно историјских вредности и развој потенцијала града, са циљем да Лазаревац буде важна тачка на туристичкој мапи, место у које се радо и поново долази.

## Манифестације
Туристичка организација је самостално или са општином, организацијама и удружењима организатор низ манифестација:
- Мајски сусрети младих музичара
- Међународно дружење мотоциклиста
- Ликовна колонија „Направимо мозаике”
- Дан пчеларства Колубара
- Међународни фестивал хумора за децу
- Фестивал српских вина
- Дани колубарске битке